# San Martino in Rio
San Martino in Rio (Sân Martèin Grand in dialetto reggiano) è un comune italiano di 8 246 abitanti della provincia di Reggio Emilia in Emilia-Romagna.

## Geografia fisica
San Martino in Rio si trova nella pianura Padana, a 15 km ad est di Reggio Emilia. Il territorio comunale, oltre che dal capoluogo, è formato dalle frazioni di Gazzata, Marzano, Osteriola, Stiolo, Trignano per un totale di 22,65 chilometri quadrati. Confina a nord e ad ovest con Correggio, ad est con il comune modenese di Campogalliano e a sud con Rubiera e Reggio Emilia.

## Storia
Carlo Magno donò queste terre alla Chiesa di Reggio Emilia, che a sua volta, tramite il vescovo Niccolò Maltraversi, nel 1050, le cedette a Bonifacio di Canossa. Nel 1115 la contessa Matilde di Canossa, figlia di Bonifacio, infeudò il territorio alla famiglia reggiana franca dei Roberti. Il castello fu distrutto nel 1157 dall'imperatore Federico Barbarossa e i Roberti lo ricostruirono circondandolo con un fossato sempre pieno di acqua, ponte levatoio e fortificandolo con mura e due poderose torri. Nel 1353 i Gonzaga assediarono e distrussero il castello, che, con l'aiuto dei Visconti, venne nuovamente ricostruito.
Nel 1368 i Roberti, con l'investitura imperiale di Carlo IV, si assicurarono il possesso del feudo fino al 1400, anno in cui iniziarono gli scontri con gli Estensi, che portarono la famiglia dei Roberti ad abbandonare nel 1420 San Martino in Rio, denominato San Martino de' Roberti ed al ritorno in Franconia.
Divenuto centro di una Signoria indipendente per un ramo cadetto degli Este con Sigismondo I d'Este (1501-1507), San Martino in Rio, chiamato allora San Martino d'Este, esercitava la sovranità anche sui territori di Campogalliano, Castellarano, Prato di Correggio, Lemizzone, Gazzata, Stiolo e Trignano; con Filippo I d'Este, la Signoria fu elevata a Marchesato ed infine nel 1747, con Carlo Filiberto II d'Este, il territorio divenne Principato dell'Impero.
La linea sigismondina degli Este di San Martino, iniziata nel 1501, si estinse nel 1752 con la morte senza eredi maschi di Carlo Filiberto II d'Este.
Il 12 aprile 1753, con rogito Ferrari, i territori di San Martino in Rio e Campogalliano vennero ceduti dalla Camera Ducale d'Este alla vedova di Carlo Filiberto, Teresa Sfondrati, per la durata di tre anni. Nel 1756 il contratto si rinnovò in favore della figlia Anna Ricciarda, che l'anno precedente aveva sposato il principe Alberico Barbiano di Belgiojoso. Il contratto stipulato verrà rinnovato, sempre con rogito Ferrari, nel 1758 e prolungato fino alla fine del 1767, dopo il quale anno il territorio sarebbe tornato definitivamente alla Camera Ducale.
Il territorio di San Martino in Rio venne successivamente concesso in feudo al marchese Paolo Rango d'Aragona. La Rocca Estense perde l'aspetto di fortezza militare per divenire residenza signorile.
Sul finire del XIX secolo a San Martino in Rio, grazie all'impegno e all'attività di alcuni pionieri, su tutti Arturo Bellelli, iniziarono diffondersi e a radicarsi nelle fasce più povere della popolazione locale gli ideali socialisti. Ben presto iniziarono a sorgere e ad organizzarsi una rete di cooperative e istituzioni sociali, come la Camera del Lavoro, di matrice socialista. San Martino in Rio fu il primo comune reggiano a dotarsi di un ufficio di collocamento comunale.
Nel corso dell'ascesa del fascismo San Martino in Rio, dove il Partito Socialista era riuscito anche a vincere le elezioni comunali, iniziò ad essere teatro di violente azioni squadriste contro dirigenti e istituzioni social-comuniste. Il 13 novembre 1921 venne infatti ucciso da un fascista di Carpi il comunista Agide Barbieri, mentre il 25 settembre 1922 venne assassinato da una squadraccia locale l'ex-consigliere socialista Adolfo Vezzani.
Nel corso della guerra di Liberazione a San Martino in Rio, come negli altri paesi della pianura reggiana, si costituì un forte movimento resistenziale antifascista. Il paese venne liberato dai partigiani il 23 marzo 1945, oltre un mese prima rispetto ai comuni limitrofi. 
Molti edifici cittadini furono gravemente danneggiati dal violento terremoto del 20 maggio 2012.
Nell'aprile del 2019 il Comune è stato insignito della Medaglia di Bronzo al Valor Militare a commemorazione dei combattenti, dei caduti che durante la Guerra di Liberazione sono stati protagonisti di straordinarie pagine di eroismo, e dei tragici eventi del marzo-aprile 1944 che portarono alla Liberazione.

### Simboli
Lo stemma del Comune di San Martino in Rio è stato concesso con decreto del presidente della Repubblica del 12 ottobre 1960.
Il gonfalone è stato concesso con D.P.R.del 1º novembre 1960.

## Monumenti e luoghi d'interesse

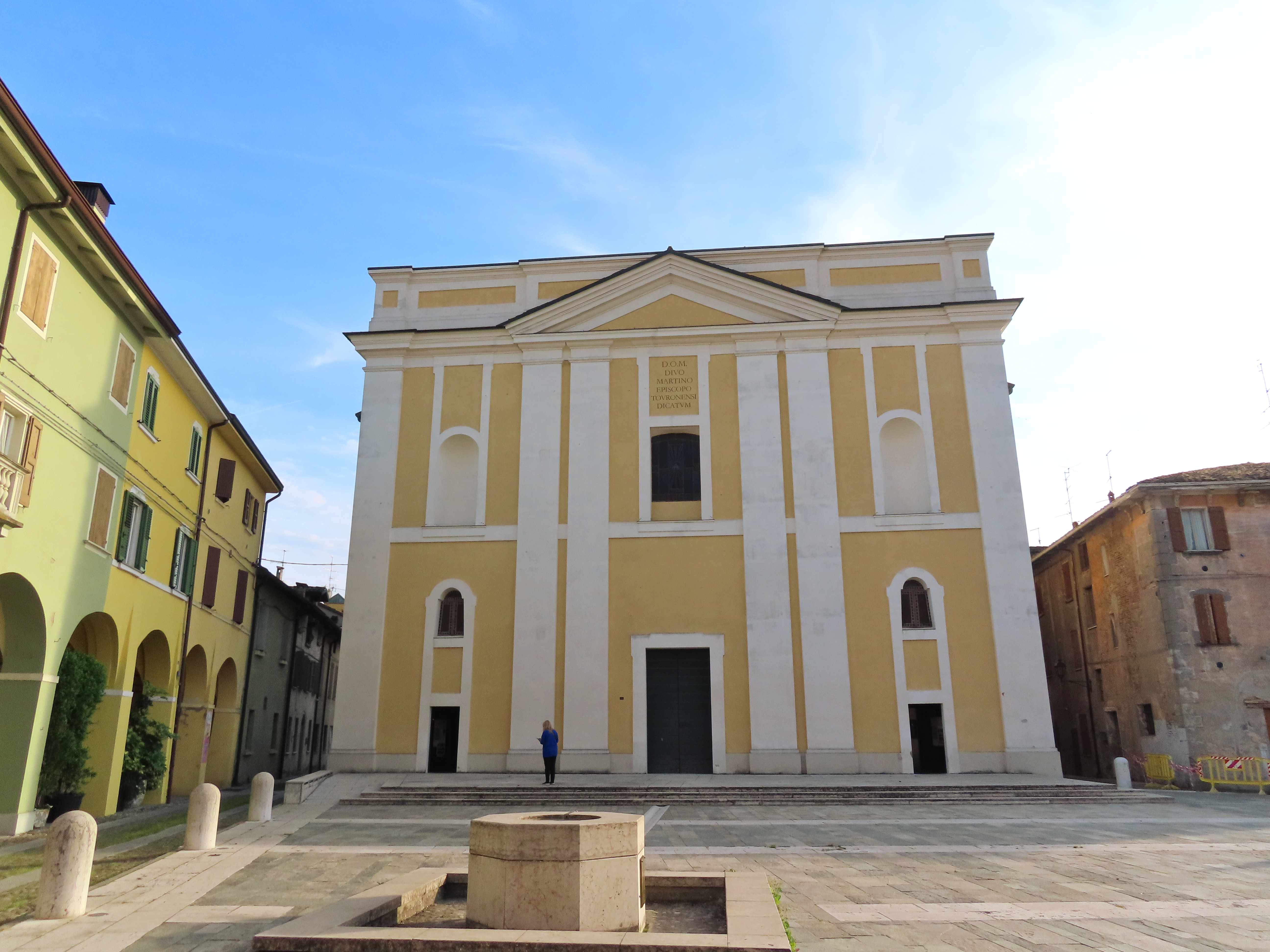
Collegiata dei Santi Martino e Venerio

### Architetture religiose
- Collegiata dei Santi Martino e Venerio
- Chiesa di San Carlo dei Frati Cappuccini
- Chiesa della Natività di Maria Vergine nella frazione di Gazzata

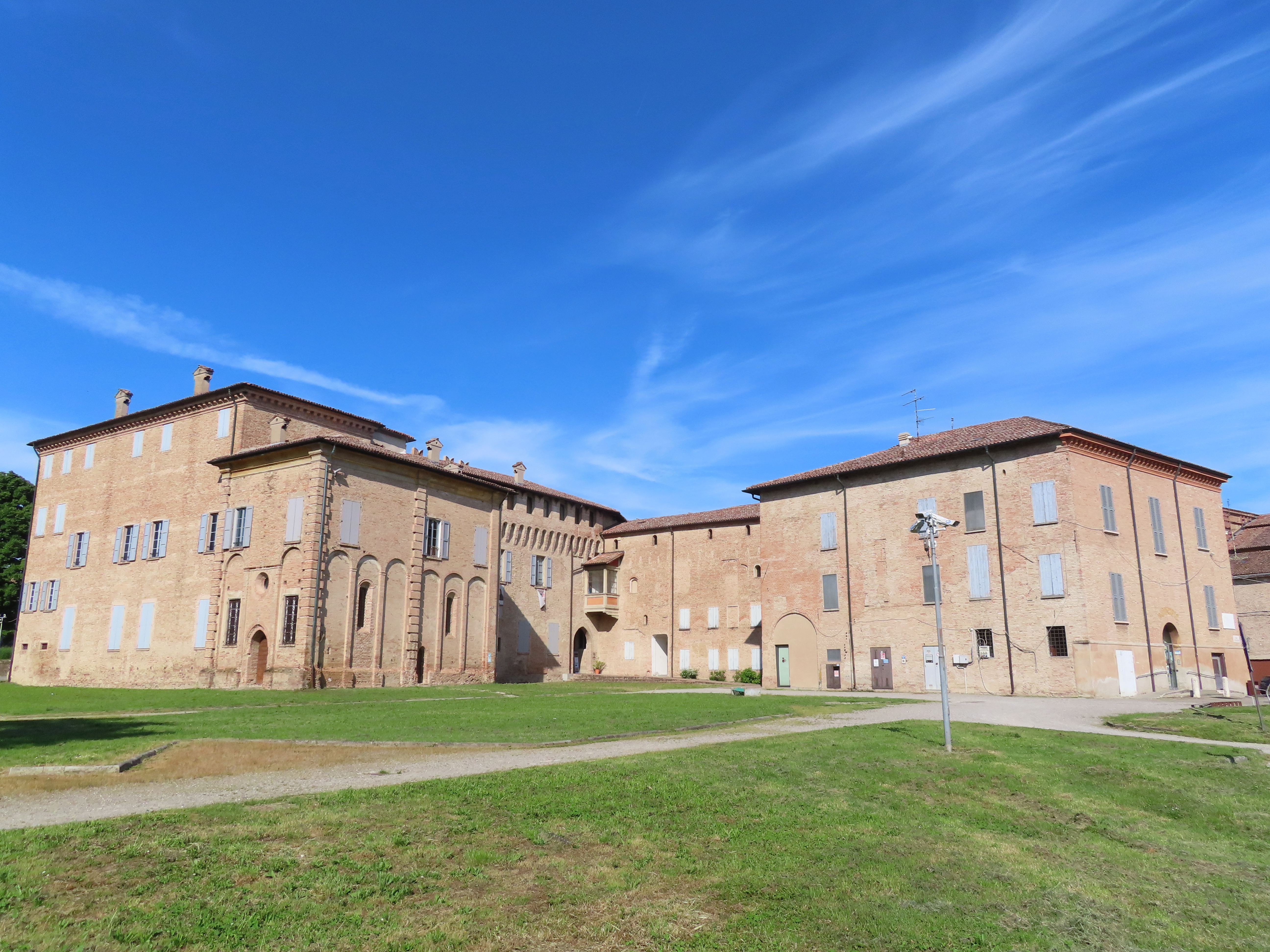
Rocca Estense

- Chiesa di San Rocco

### Architetture militari
- Rocca Estense

### Architetture civili
- Torre civica

## Cultura

### Istruzione

#### Musei
- Archivio Henghel Gualdi

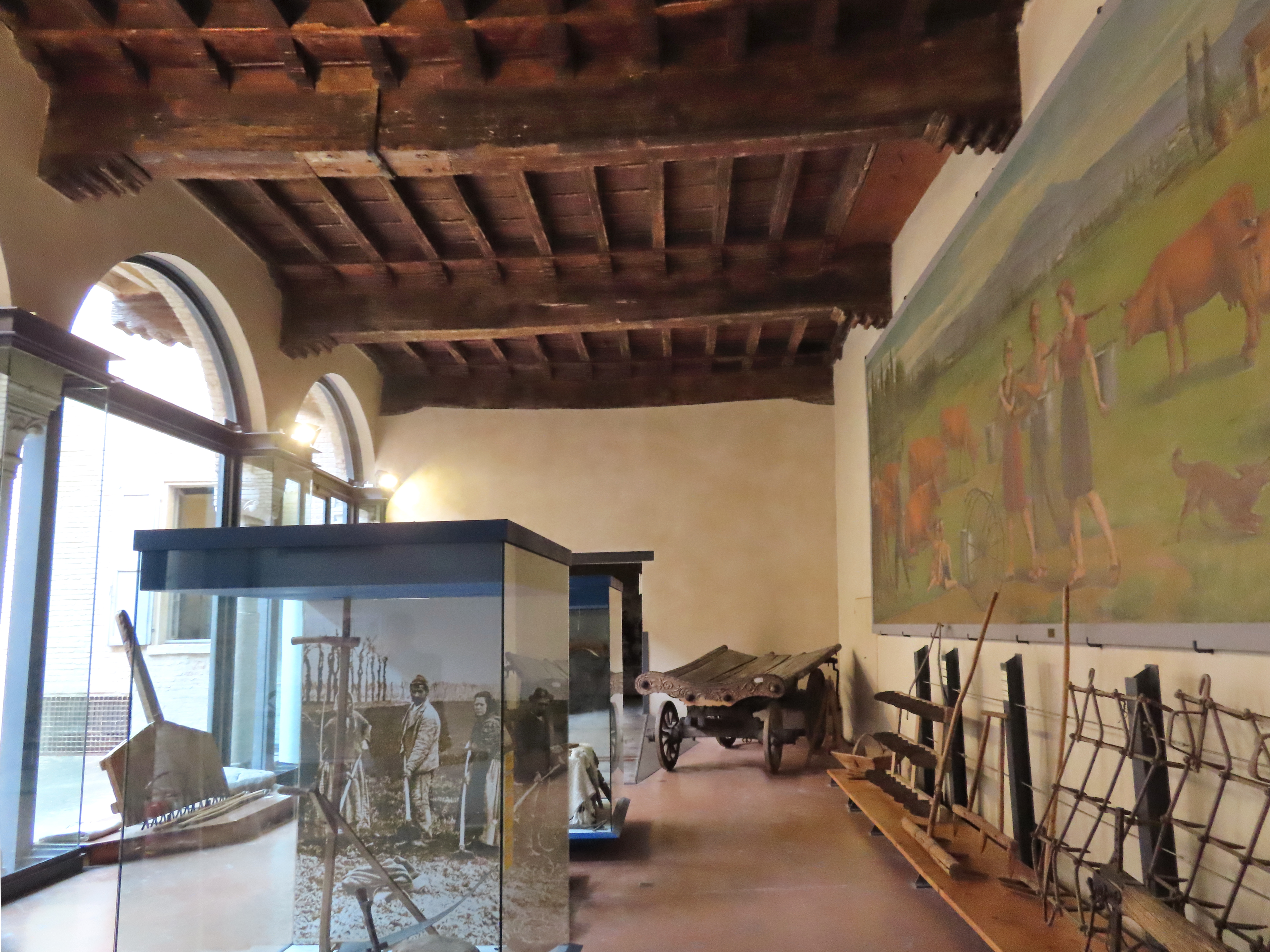
Museo dell'Agricoltura e del Mondo Rurale

- Museo dell'agricoltura e del mondo rurale
- Pinacoteca Coppelli
- Museo dell'automobile e Scuderia San Martino
- In questo comune si trova il Bar Mario descritto da Luciano Ligabue nell'omonima canzone.[12]

## Società

### Evoluzione demografica
Abitanti censiti

### Etnie e minoranze straniere
Al 31 dicembre 2017 gli stranieri residenti nel comune sono 685, pari all'8,4% della popolazione. Le nazionalità più numerose sono:
- India: 241
- Romania: 62
- Cina: 60
- Marocco: 52
- Albania: 36

## Amministrazione
Di seguito è presentata una tabella relativa alle amministrazioni che si sono succedute in questo comune.
| Periodo           | Periodo           | Primo cittadino | Partito                                | Carica  | Note   |
| ----------------- | ----------------- | --------------- | -------------------------------------- | ------- | ------ |
| 20 giugno 1985    | 27 settembre 1993 | Ilio Patacini   | PCI, PDS                               | Sindaco | [ 15 ] |
| 27 settembre 1993 | 14 giugno 2004    | Marco Mariani   |                                        | Sindaco | [ 15 ] |
| 14 giugno 2004    | 31 maggio 2005    | Giorgio Panari  | lista civica                           | Sindaco | [ 15 ] |
| 30 maggio 2006    | 5 giugno 2016     | Oreste Zurlini  | centro-sinistra: Uniti per San Martino | Sindaco | [ 15 ] |
| 5 giugno 2016     | in carica         | Paolo Fuccio    | centro-sinistra: Uniti per San Martino | Sindaco | [ 15 ] |